# Picolin
Picolin đề cập đến ba đồng phân methylpyridine khác nhau, tất cả đều có công thức hóa học C
6H
7N và khối lượng mol là 93,13 g. Cả ba loại đều là chất lỏng không màu ở nhiệt độ và áp suất phòng, có mùi đặc trưng tương tự như pyridin. Chúng có thể trộn lẫn với nước và hầu hết dung môi hữu cơ. Dữ liệu cho ba hợp chất được tóm tắt trong bảng:
| Tên                                  | CAS#       | Nhiệt độ nóng chảy (°C) | Nhiệt độ sôi (°C) | pKa của ion pyridin | Cấu trúc  |
| ------------------------------------ | ---------- | ----------------------- | ----------------- | ------------------- | --------- |
| 2-Metylpyridin, α-picolin, 2-picolin | [109-06-8] | -66.7                   | 129.4             | 5.96                | α-picolin |
| 3-Metylpyridin, β-picolin, 3-picolin | [108-99-6] | -18                     | 141               | 5.63                | β-picolin |
| 4-Metylpyridin, γ-picolin, 4-picolin | [108-89-4] | 3.6                     | 145.4             | 5.98                | γ-picolin |

Số CAS của một đồng phân picoline không xác định là [1333-41-1].

## Tính chất môi trường
Picolin có tính biến động lớn hơn và bị phân hủy chậm hơn so với các axit cacboxylic của chúng. Sự bay hơi không nhiều trong đất so với nước, do sự hấp thụ các hợp chất này với đất sét và chất hữu cơ. Suy thoái picolin dường như được trung gian hóa bởi vi khuẩn, phần lớn các phân lập thuộc Actinobacteria. 3- Metylpyridin làm giảm chậm hơn so với hai đồng phân khác, có thể là do ảnh hưởng của sự cộng hưởng trong vòng dị vòng. Giống như hầu hết các chất dẫn xuất pyridin đơn giản, picolin chứa nhiều nitơ hơn là cần thiết cho sự phát triển của vi sinh vật, và nitơ dư thừa thường được thải ra môi trường như ammoni trong quá trình phân hủy.

## Các dẫn xuất

Pyridoxal

Các dẫn xuất picolin nổi tiếng nhất là các vitamin B6 như pyridoxin và pyridoxal.